# Galeottiella
Galeottiella é um género botânico pertencente à família das orquídeas (Orchidaceae).

## Espécies
1. Galeottiella orchioides (Lindl.) R.González ex Rutk., Mytnik & Szlach., Ann. Bot. Fenn. 41: 477 (2004).
2. Galeottiella sarcoglossa (A.Rich. & Galeotti) Schltr., Beih. Bot. Centralbl. 37(2): 361 (1920).